# Lithospermum caroliniense
Lithospermum caroliniense är en strävbladig växtart som först beskrevs av Johann Friedrich Gmelin, och fick sitt nu gällande namn av Macmill. Lithospermum caroliniense ingår i släktet stenfrön, och familjen strävbladiga växter. Utöver nominatformen finns också underarten L. c. croceum.

## Bildgalleri

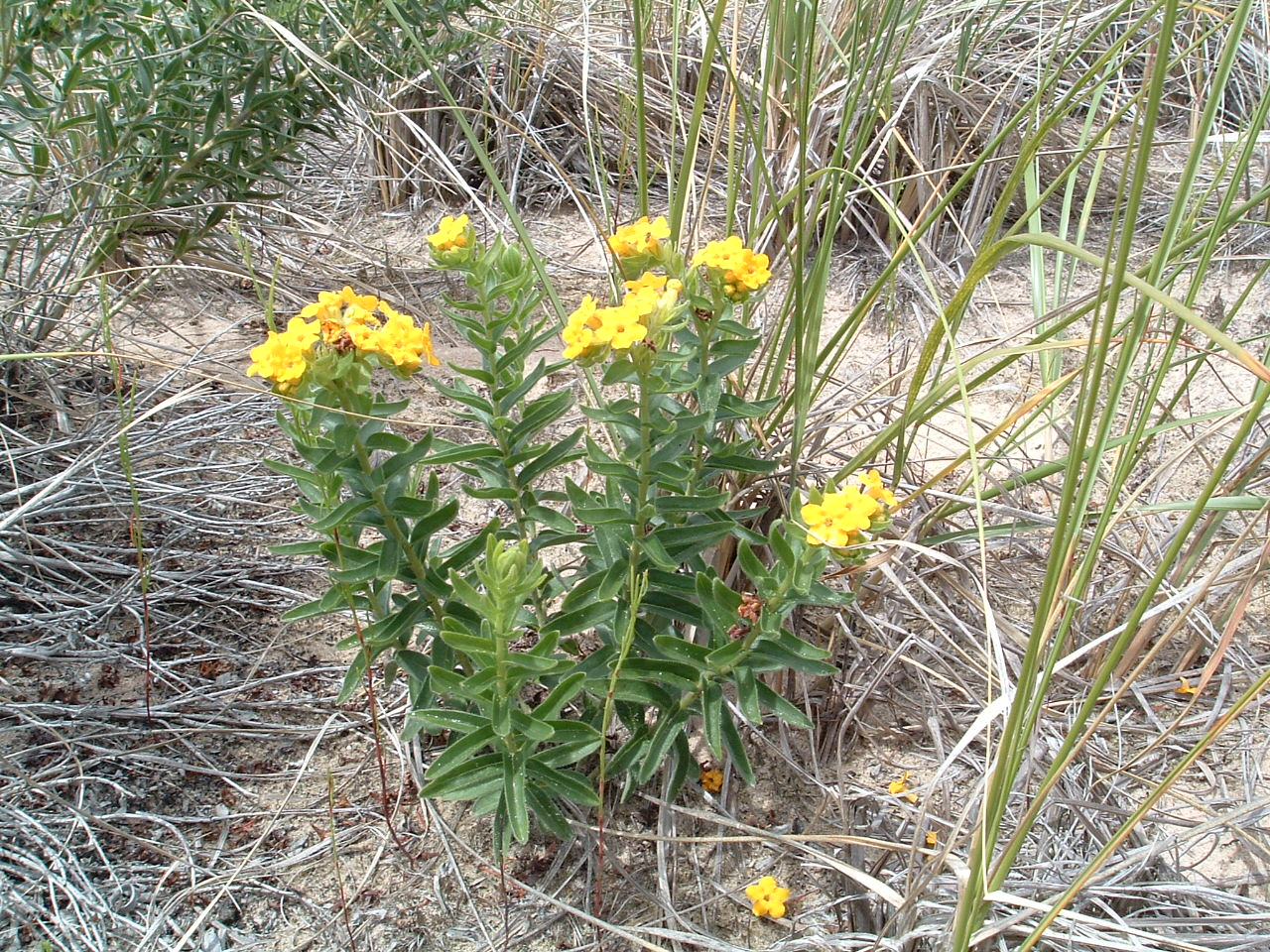